# Charidotis terenosensis
Charidotis terenosensis là một loài bọ cánh cứng trong họ Chrysomelidae. Loài này được Buzzi miêu tả khoa học năm 2002.